# Ordono al IV-lea de Leon
Ordono al IV-lea  (n. 925 d.Hr., Regatul Galiciei, Regatul León – d. 962 d.Hr., Córdoba, Andaluzia, Spania) a fost regele Leonului din 958 până în 960, întrerupând domnia lui Sancho I de Leon pentru o perioadă de doi ani.
1. ↑  Ordoño IV ., Diccionario biográfico español, accesat în 9 octombrie 2017
2. ↑   (PDF) http://www.rudesindus.org/12_2019_rudesindus/037_092_carriedo_gallaecia%20y%20galicia_rudesindus_2019_12.pdf#page=38&zoom=auto,-332,680 Lipsește sau este vid: |title= (ajutor)